# گورستان کلک سراب
قبرستان کلک سراب ۱V مربوط به مفرغ است و در شهرستان مهران، بخش ملکشاهی، دهستان گچی، ۱ کیلومتری جنوب شرق روستای کلک سراب واقع شده و این اثر در تاریخ ۲۲ آبان ۱۳۸۶ با شمارهٔ ثبت ۱۹۹۲۲ به‌عنوان یکی از آثار ملی ایران به ثبت رسیده است.